# 凤凰座矮星系
鳳凰座矮星系是一個不規則星系，也是一個矮星系，漢斯-埃米爾·舒斯特和理察·馬丁·威斯特在1976年發現的該天體，但是當時誤認為是一個球狀星團。它與地球的距離約為144萬光年，名稱則是因為它在鳳凰座的緣故。